# Psammophilus dorsalis
Psammophilus dorsalis là một loài thằn lằn trong họ Agamidae. Loài này được Gray mô tả khoa học đầu tiên năm 1831.

## Hình ảnh

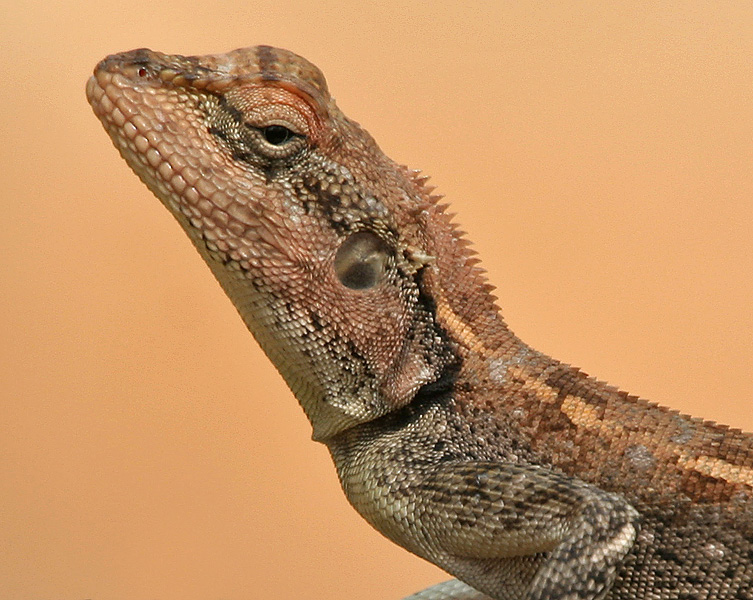
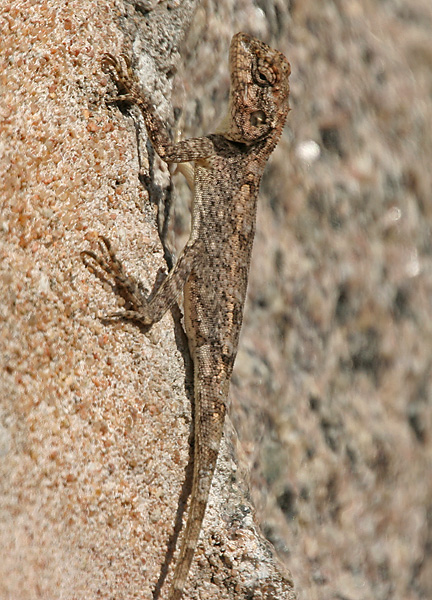
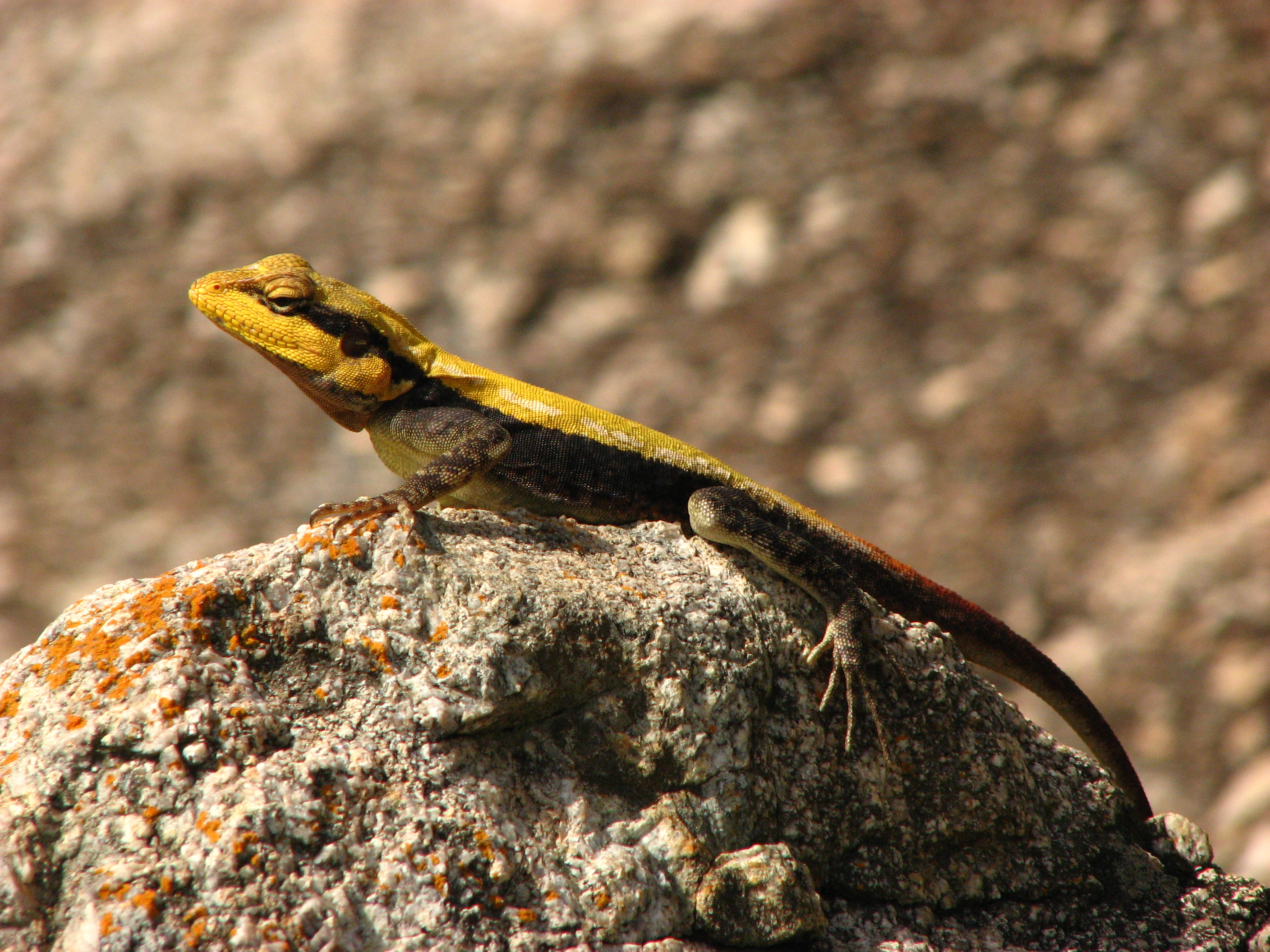
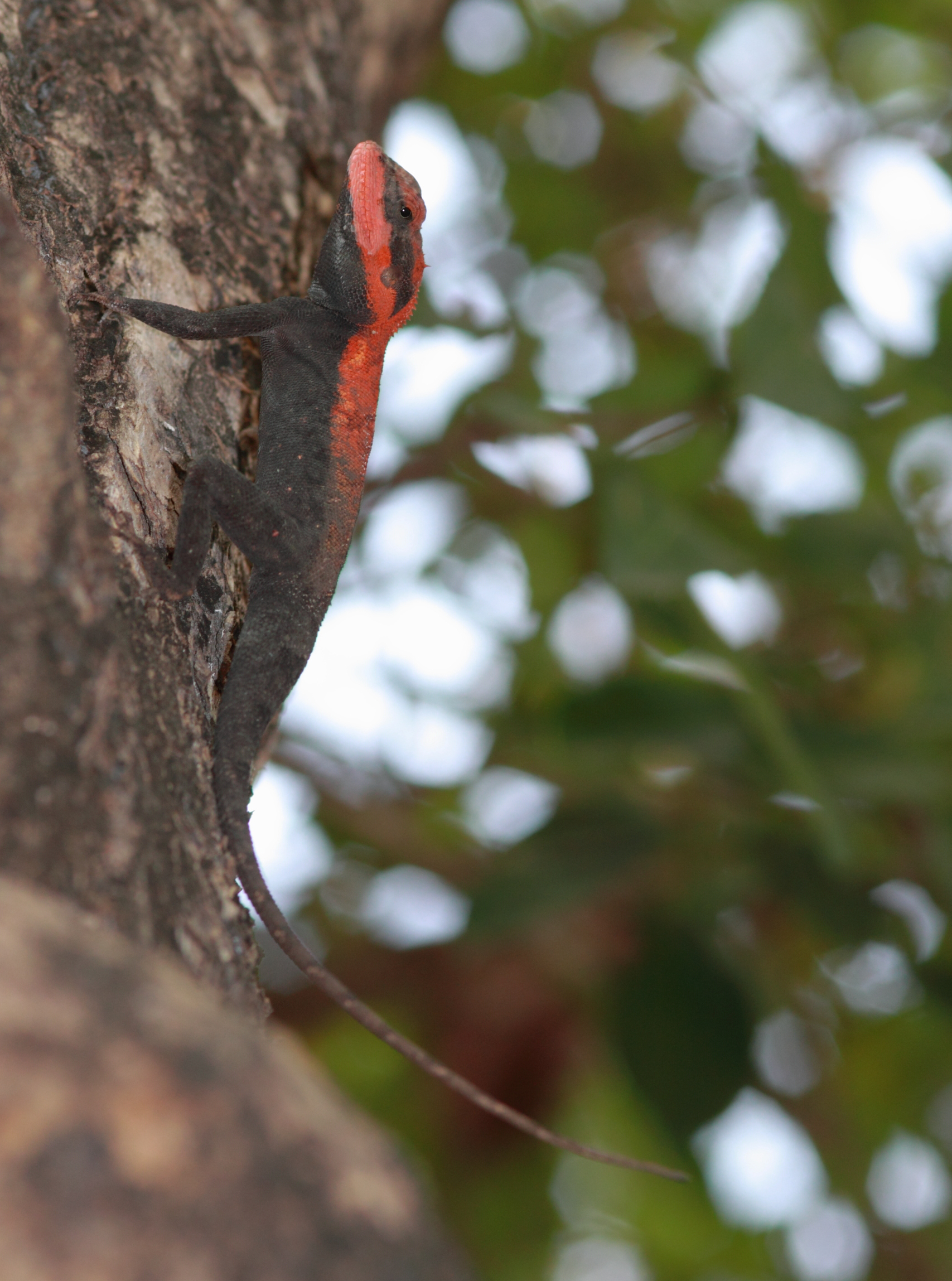
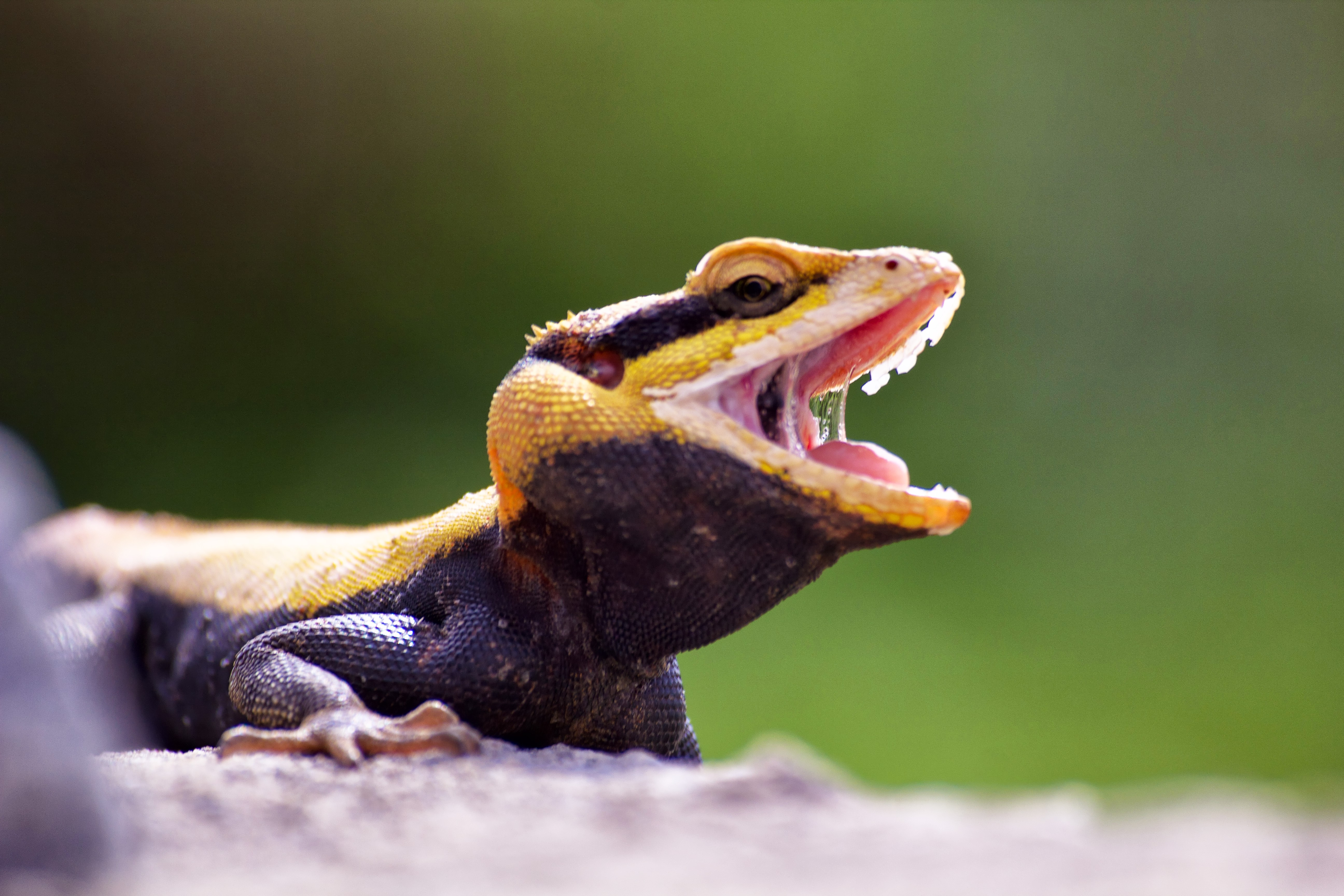